# Horacio Coppola

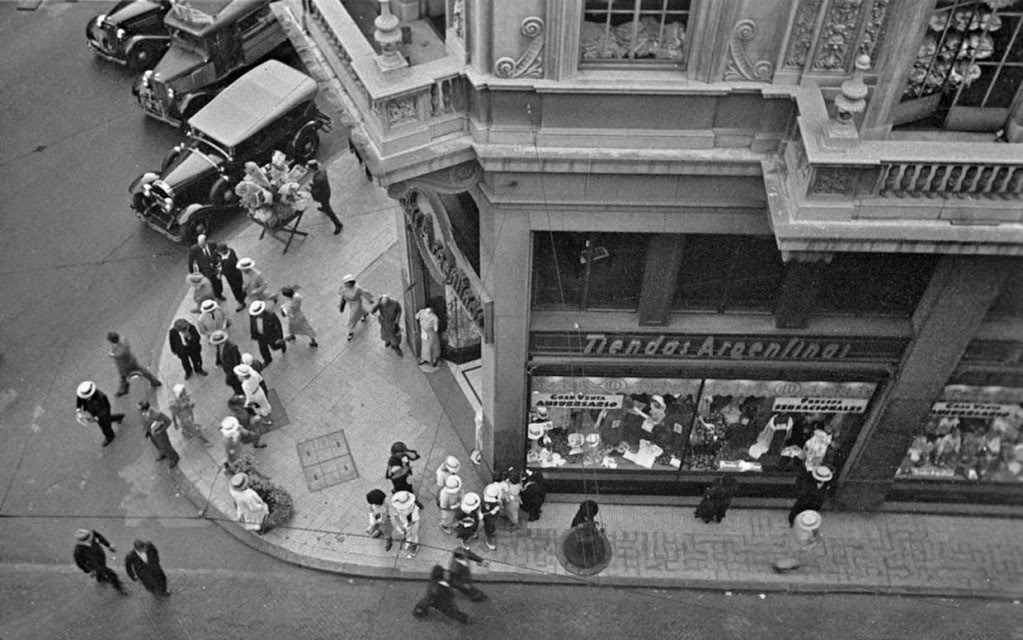
Esquina de Diagonal Norte y Suipacha, Buenos Aires, 1936

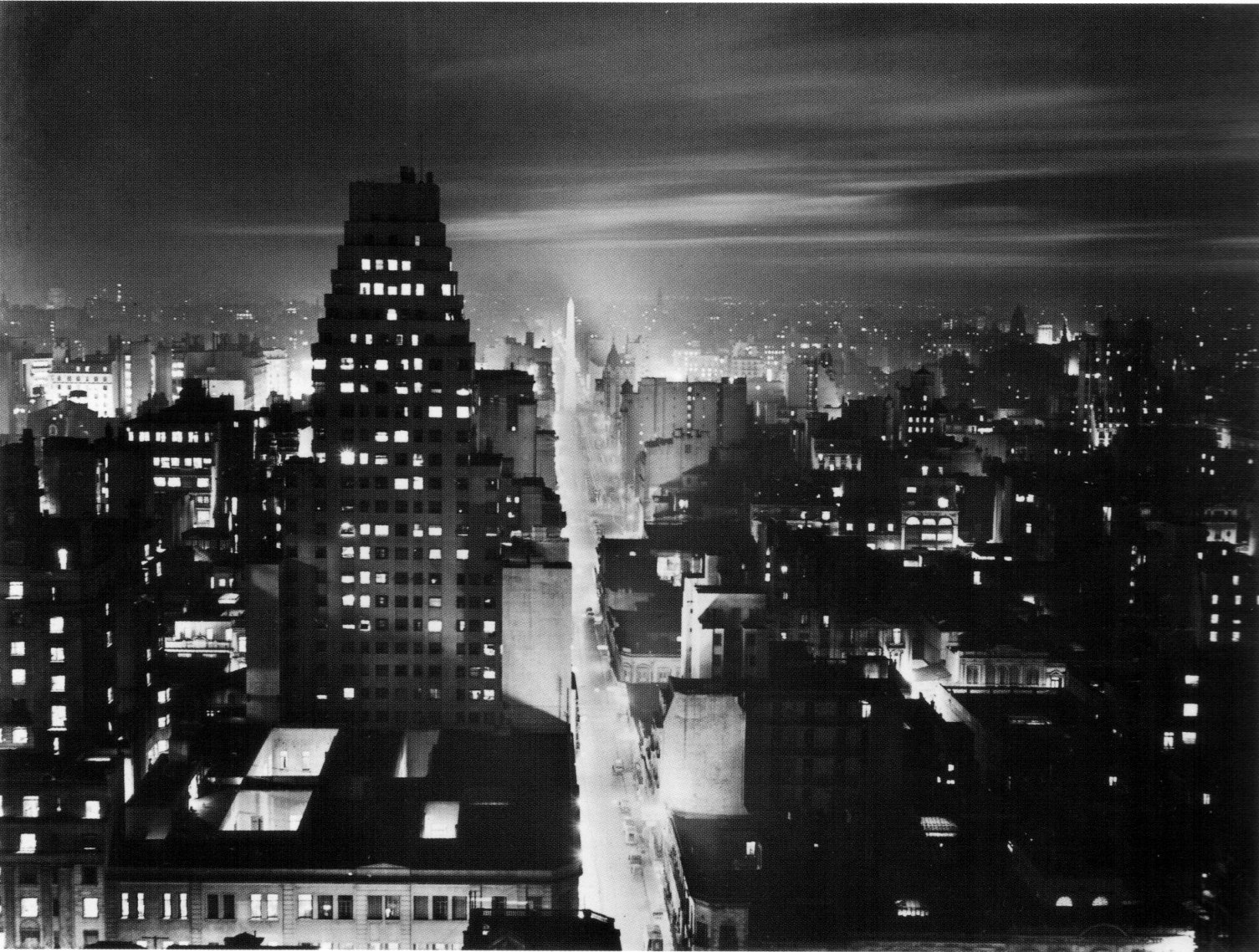
La calle Corrientes desde el edificio Comega, Buenos Aires, 1936

Horacio Coppola (31 de julio de 1906 - 18 de junio de 2012) fue un fotógrafo y cineasta argentino.

## Biografía
Fue el menor de seis hermanos de una familia de origen genovés de muy buen pasar económico, ya que su padre tenía una fábrica de máquinas a vapor. Ingresó a la Facultad de Derecho para abandonar tiempo después.
Iniciado en la fotografía, por su hermano Armando (veinte años mayor) que "me enseñó en mis comienzos todo cuanto supe sobre fotografía".
Como profesional de la fotografía, se enmarcó en la escuela moderna argentina junto Annemarie Heinrich, Anatole Saderman, y su primera esposa Grete Stern; quienes adhirieron a la vanguardia de la modernidad de los años 30 y su experimentación visual.
Su formación consistió en dos viajes a Europa donde vivirá entre 1930 y 1936.  El primero en 1930, pasando por Alemania (donde adquiere su primera Leica), Francia, España e Italia (donde conoce a su abuela en Génova). El otro lo realiza en 1932.
En la Alemania de entreguerras estudió en Berlín en el Departamento de Fotografía de la Bauhaus, dirigida por Walter Peterhans. Período en el que conoció a su primera mujer que también estudiaba en dicha Escuela.
Luego de vivir un tiempo en París, terminó regresando a Argentina con su mujer en 1936, con la cual abrió un estudio.
Fue el autor de las fotografías que aparecieron en la primera edición de la obra Evaristo Carriego (1930), de Jorge Luis Borges.
En la década del cuarenta registró la obra del arquitecto y escultor brasileño "O Aleijadinho", y publicadas años después.
Formó parte del círculo de intelectuales y artistas del siglo XX junto a Alfredo Guttero, Xul Solar, Leopoldo Marechal, Victoria Ocampo, Ezequiel Martínez Estrada, Jorge Romero Brest.
Volvió de nuevo a Europa en 1946, y luego en 1967. Y en 1971 viajó por Estados Unidos, México y Guatemala.
Ejerció como profesor de fotografía en Buenos Aires entre 1975 y 1982.
Obtuvo el Premio Konex de Platino como el mejor fotógrafo de la década argentina en 1982.

## Vida privada
Fue marido de la fotógrafa alemana Grete Stern. Tuvo segundas nupcias con Raque Palomeque, fallecida en 2004.  Fue padre de Silvia y Andrés.

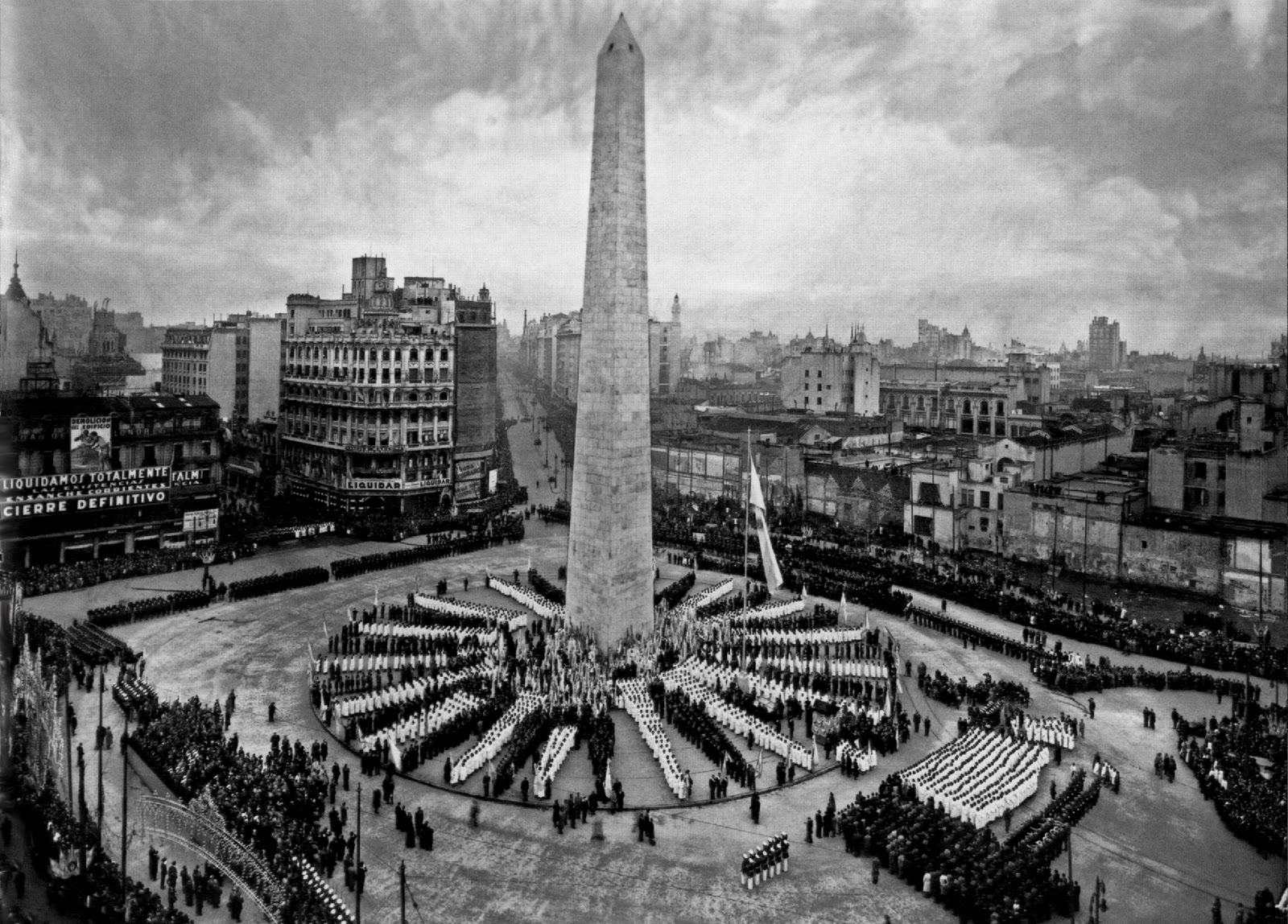
Plaza de la República, Día de la Bandera, fotografía de Coppola para la serie Buenos Aires 1936.

## Libros
- 1935. L’Art de la Mesopotamie. Contiene fotografías de obras de arte sumerio del British Museum y del Louvre, encargado por Christian Zervos, el director de Cashiers d´Art.
- 1936. visión fotografía. Fotografías de Buenos Aires en 1936, con prefacio de Alberto Presbisch e Ignacio Anzoátegui. Encargo de la Municipalidad de Buenos Aires, con motivo de los festejos del Cuarto Centenario de la fundación de la ciudad.

## Filmografía
También trabajó en el mundo del cine, con varios documentales y cortometrajes propios. Miembro fundador del primer cineclub de Buenos Aires, cuya actividad se dio entre agosto de 1929 hasta fines de octubre de 1931.
Su primer film fue Un domingo en Hampstead Heath, documenta la región de La Ardéche, una campiña entre Lyon y Marsella (Francia).
Se presentaron en el MALBA, junto a una exposición fotográfica. Para la ocasión los materiales originales fueron restaurados y transferidos a formato digital para su proyección.
- Traum ("sueño" en alemán). Filmado en Berlín en 1933 junto a Walter Auerbach. Parece inspirado en algunas películas de Hans Richter (como Fantasmas antes del desayuno, 1928), y también en las propuestas cinematográficas del dadaísmo y surrealismo.
- Un dique en el Sena. Realizado en un día, en otoño de 1934. Es un intento por captar la expresión de un determinado lugar, un análisis visual del aspecto físico de cosas y personas.
- Así nació el Obelisco. Un relato del momento de su construcción (en 1936) respecto del resto de la ciudad que lo recibe y sus habitantes.

Existe un cuarto film que no llegó a presentarse por su mal estado de conservación.

## Reconocimientos
El marchand y coleccionista Jorge Mara que fue uno de los grandes impulsores de su obra durante los últimos años, permitiendo que el público en general conociera su trayectoria.
- 1985. Recibió el "Gran Premio del Fondo Nacional de las Artes",  en reconocimiento a su trayectoria.
- 2003. Fue declarado "Ciudadano Ilustre de la Ciudad Autónoma de Buenos Aires" (Ley Nº 1099)
- 2010. Nombrado "Socio Honorario" de la Sociedad Central de Arquitectos de Argentina (SCA), siendo la primera persona que lo recibe sin ser arquitecto.[9]

## Exposiciones
- 1969. "Cuarenta años de fotografía", en el Museo Nacional de Bellas Artes (Argentina).[10]
- 1984. "Mi fotografía", en Fundación San Telmo.
- 1992. "Antología fotográfica 1927-1992", en el Museo Nacional de Bellas Artes (Argentina).
- 1996-97. "El Buenos Aires de Horacio Coppola", en el Instituto Valenciano de Arte Moderno (Centro Julio González, Valencia).
- 2005. Se exhiben fotografías de los años en la "Feria de Arte Española ARCO" (en la Galería Jorge Mara-La Ruche) y en la feria "ArteBA".
- 2006. "Horacio Coppola. 100 años". Exposición fotográfica.[11]
- 2008. Horacio Cóppola: el gran retratista de Buenos Aires. La Fundación Telefónica en Madrid (España).
- 2010. Horacio Coppola. Los viajes, en el Círculo de Bellas Artes de Madrid (España).
- 2011. Horacio Coppola. Fotografía, en el "Centro Cultural de CajaGranada" (España), muestra en Granada la exposición más completa del célebre fotógrafo hecha en España, con más de 100 fotografías originales.
- 2011. Horacio Coppola. 100 años (Malba, Museo de Arte Latinoamericano de Buenos Aires).[10]